# Reformierte Kirche Davos Wiesen

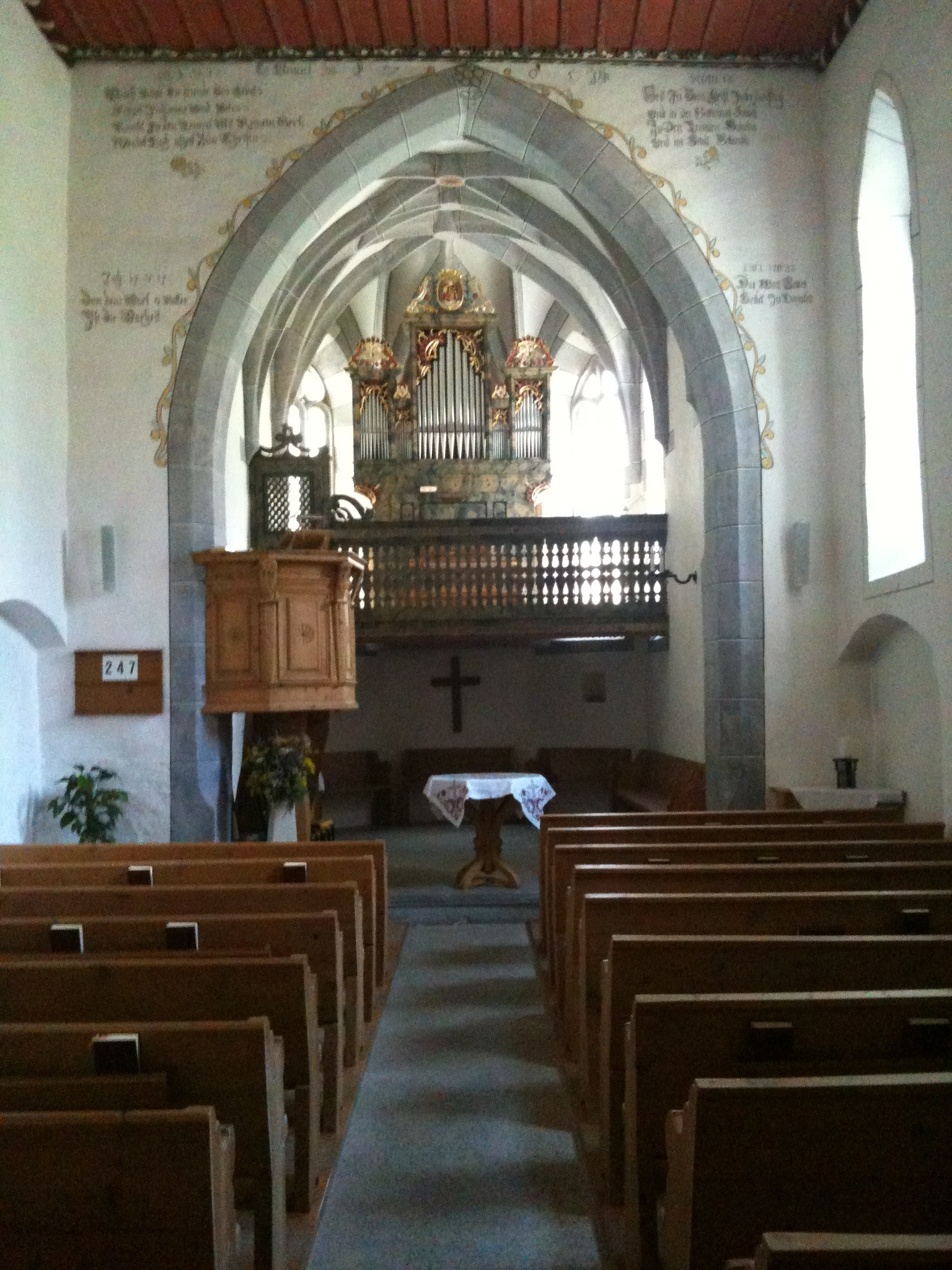
Innenansicht der Kirche

Die reformierte Kirche in Davos Wiesen (Kanton Graubünden) ist ein evangelisch-reformiertes Gotteshaus.

## Geschichte und Ausstattung
Die Kirche stammt aus vorreformatorischer Zeit zwischen 1490 und 1499. Der Turm wird auf das Jahr 1553 datiert. Das Gebäude erfuhr zwei Renovierungen 1705 und 1904. Eine Innenrestauration erfolgte 1985. Der Turm links neben dem Chor weist ein steiles Zeltdach auf, das für Mittelbünden sonst untypisch ist. Das Schiff zeichnet sich durch eine aus der Spätgotik stammende Flachdecke aus. Die Holzkanzel wurde 1722 errichtet. Die 1963 letztmals restaurierte Orgel mit ihrem fünfteiligen Prospekt im Stil des Rokoko steht auf einer Empore aus dem Jahr 1774.

## Kirchliche Organisation
Die denkmalgeschützte Wiesner Kirche gehört in der evangelisch-reformierten Landeskirche Graubünden zur Kirchgemeinde Davos Altein.

## Galerie

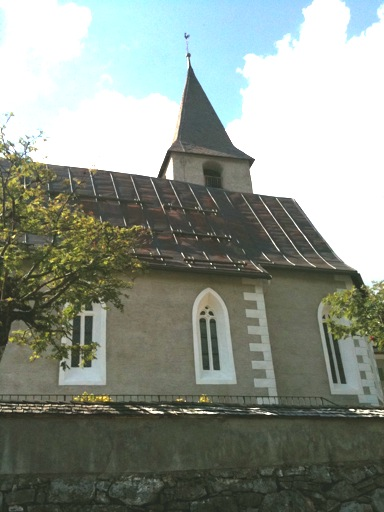
Aussenansicht
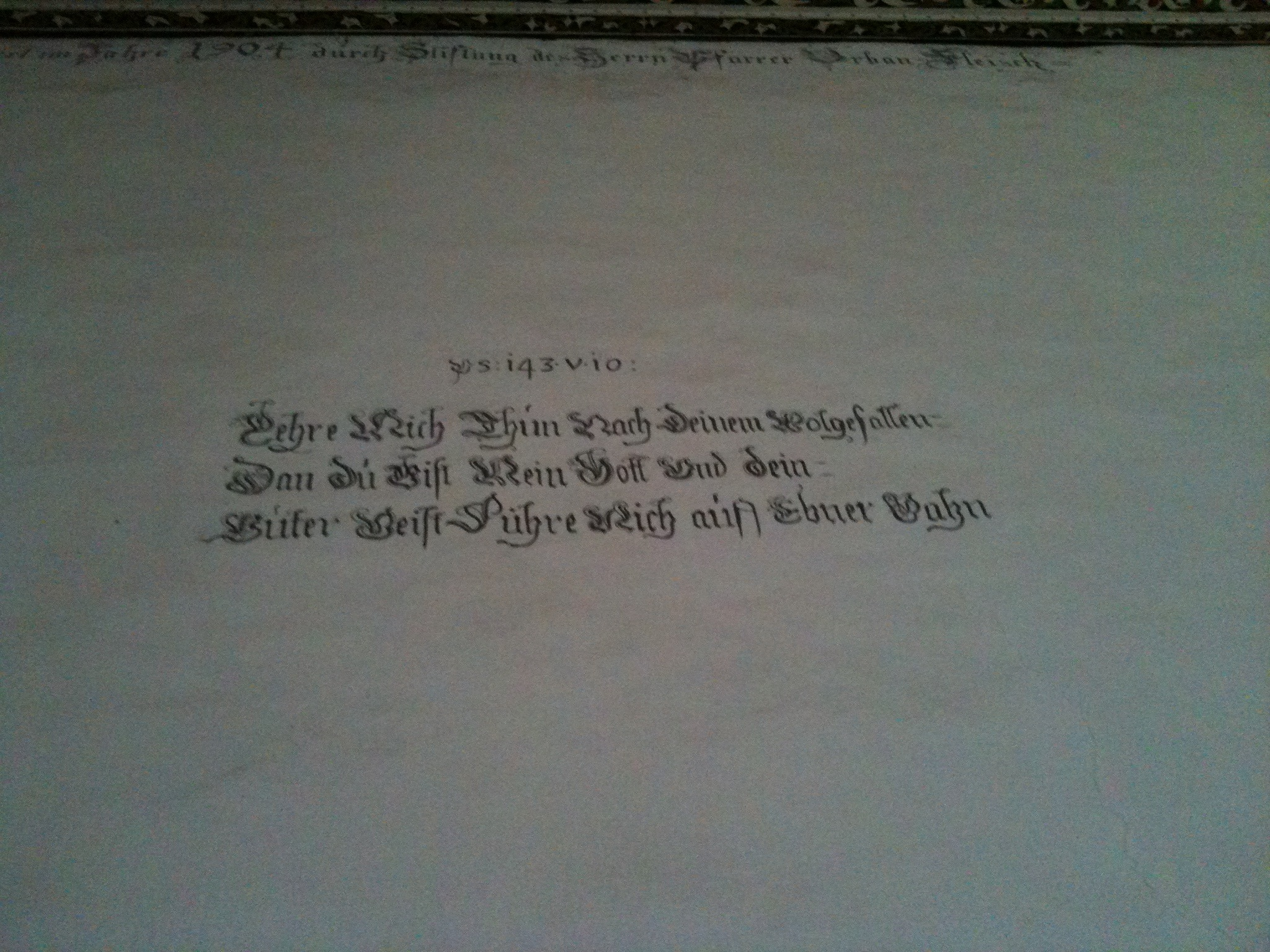
Biblischer Wandspruch
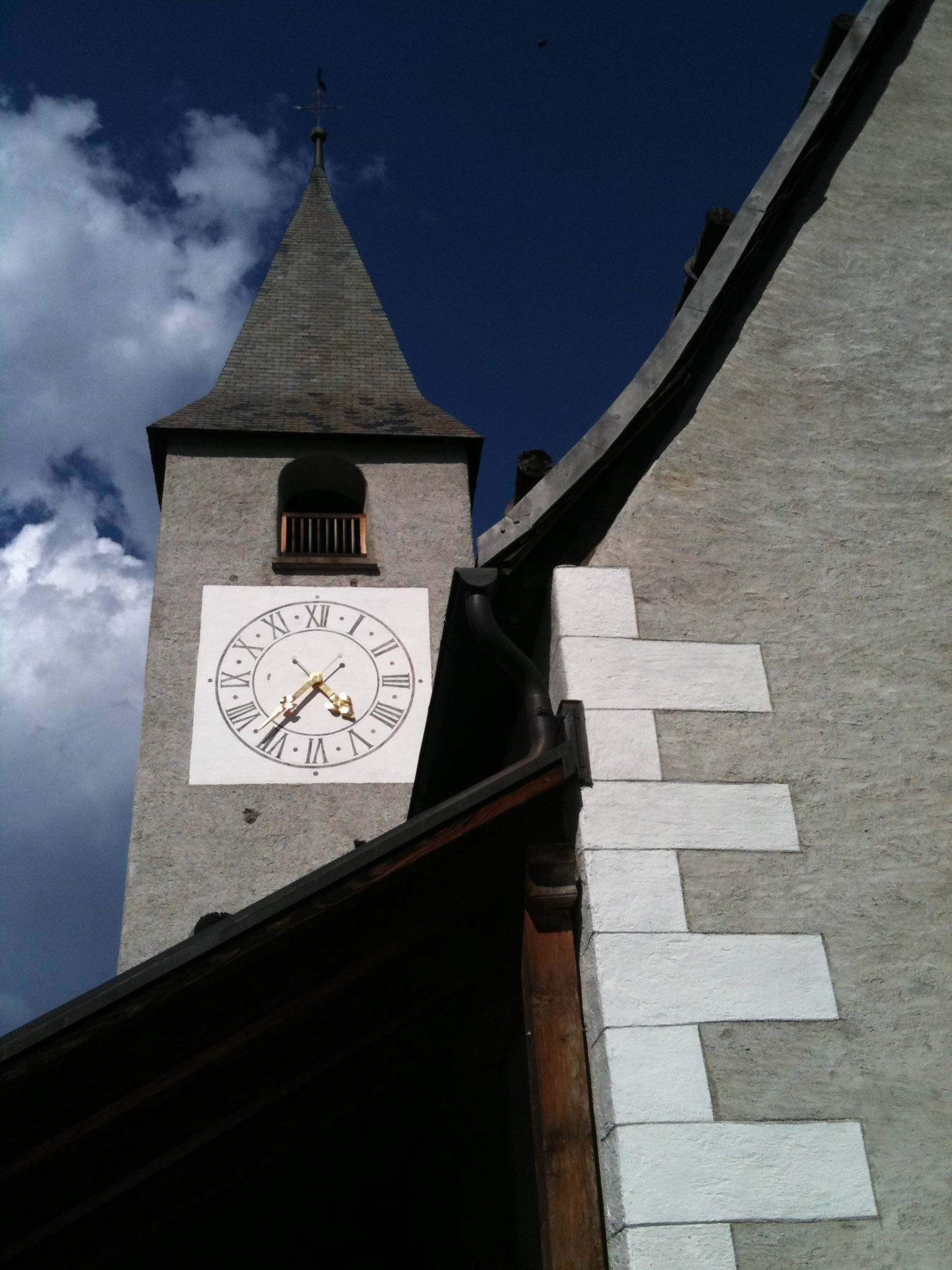
Kirchturm mit Uhr